# (60558) Echeclus
(60558) Echeclus és un planeta menor del Sistema Solar exterior, descobert pel Spacewatch en 2000 i inicialment classificat com un asteroide amb la designació provisional 2000 EC98. Observat en 2001 per Rousselot i Petit en l'observatori Besançon a França no va mostrar evidències d'activitat com a cometa, però a la fi de desembre de 2005 se li va detectar una coma. A principis de 2006 el CSBN li va donar la designació cometaria 174P/Echeclus.

## Nom
Rep el seu nom del centaure Echeclus (en grec modern Έχεκλος) de la mitologia grega,
Echeclus és el segon cometa, després de Quiró, que és un altre centaure, que va ser anomenat com un asteroide.
A més de Quirón i Echeclus, existeixen altres tres objectes nomenats tant com a asteroides com a estels: (7968) Elst–Pizarro (133P/Elst–Pizarro), (4015) Wilson-Harrington (107P/Wilson-Harrington), i (118401) LINEAR (176P/LINEAR).

## Tros de 2005
El 30 de desembre de 2005, quan distava 13,1 ua del Sol, es va observar que es desprenia un tros bastant gran de Echeclus, causant un gran núvol de pols. Els astrònoms han especulat sobre si aquest núvol de pols va ser causada per un impacte o per una mescla explosiva de substàncies volàtils.

## Esclat de 2011
Echeclus sembla que va tenir una explosió novament el juny de 2011 quan estava a 8,5 UA del Sol.

## Òrbita
Echeclus aconseguirà el seu periheli en 2015.
Els centaures tenen vides dinàmiques curtes a causa de la seva forta interacció amb els planetes gegants. S'estima que Echeclus té una vida-mitjana orbital de prop de 610 kiloanys.